# Kołaczkowo (województwo kujawsko-pomorskie)
Kołaczkowo – wieś w Polsce położona w województwie kujawsko-pomorskim, w powiecie nakielskim, w gminie Szubin.
Pierwsze wzmianki o Kołaczkowie pojawiają się już w XV w. W czasach pruskich i później, w okresie II wojny światowej, Kołaczkowo nosiło nazwę Rensdorf.

## Historia

### XV-XIX w.
Kołaczkowo powstało przed XVI w. Po raz pierwszy jest o nim mowa jest w Liber Beneficiorum Archidiecezji Gnieźnieńskiej Jana Łaskiego, jako o wsi w parafii rynarzewskiej.
W Kołaczkowie istniał wówczas folwark należący do Rynarzewskich.
Na początku XVII w. dziedzicem wsi był Wojciech Bronisz, syn Eliasza Bronisz, który w 1620 roku sprzedał ją Adamowi Smoszewskiemu (zapisane Smuszewskiemu) za 9500 złotych.
Później w posiadaniu wsi byli Smoszewscy i ich potomkowie, do początku XVIII w.
W 1696 roku Katarzyna ze Smoszewskich Skrzetuska, żona Jana Skrzetuskiego, sprzedała wieś Stanisławowi Gostkowskiemu za 10 tys. złotych.
W 1714 roku Kołaczkowo kupił hrabia na Łabiszynie Konstantyn z Gembic Gembicki, syn Pawła Gembickiego.
Następnie właścicielami byli Chorodęscy. W 1743 roku Marjanna Gostkowska (żona Sebastiana Chorodęskiego) oddała Kołaczkowo Józefowi Karłowskiemu na rok w zastaw za 8 tysięcy złotych. W 1757 Sebastian już nie żył. Marjanna wyszła za mąż drugi raz za Stanisława Czaykowskiego. Zapisała wówczas swoim dzieciom (Mikołajowi, Walentynowi, Katarzynie, Annie i Dorocie) posag w wysokości 3 tysiące złotych dla każdego z nich.
Syn Marjanny, Mikołaj, pod koniec XVIII w. sprzedał Kołaczkowo Tadeuszowi Grabskiemu mężowi Małgorzaty z Dąbskich. Posesorami w tym czasie była rodzina Goczkowskich. W 1813r. Tadeusz Grabski ożenił się po raz drugi z Teklą z Ozdowskich Szawelską. Posesorem był już wówczas Józef Stablewski, żonaty z Praksedą z Dąbskich.
Według Słownika Geograficznego Królestwa Polskiego z 1883 r. w tymże roku w Kołaczkowie mieszkało 241 mieszkańców, w tym 150 ewangelików i 91 katolików.

### XX w.
W 1906 roku żyd Schwalbe sprzedał Józefowi Błochowiakowi spod Łekna.
W 1926 r. właścicielem majątku był Niemiec Fritz Grünke. Areał Kołaczkowa 342,5 ha, w tym 200 ha ziemi ornej, 100 ha łąk i pastwisk 37,5 ha lasów oraz 5 ha nieużytków. Dochód gruntowy wynosił 630 talarów. Fritz był gospodarzem Kołaczkowa do 1945 roku.
Po wojnie w Kołaczkowie powstało Państwowe Gospodarstwo Rolne, które po zmianach ustrojowych przekształcono w zakład prywatny.
1 lipca 1995 w Kołaczkowie utworzono parafię pod wezwaniem św. Wojciecha.

## Zabytkowe cmentarze Kołaczkowa
W obrębie Kołaczkowa znajdują się dwa zabytkowe cmentarze ewangelickie.

### Cmentarz ewangelicki Kołaczkowo - Wybudowanie, Kollazkowo, Rensdorf[13][14]
Cmentarz ewangelicki z XIX w. Cmentarz położony przy drodze Zazdrość – Kornelin na niewielkim wzniesieniu, na skraju lasu, z dala od zabudowań. Powierzchnia - 0,15 ha, plan cmentarza zbliżony do kwadratu. Nie zachowała się żadna tablica z inskrypcją.

### Cmentarz ewangelicki Kołaczkowo, Kollazkowo, Rensdorf[15]
Cmentarz ewangelicki z XIX w. podległy parafii w Szubinie, o powierzchni 0,21 ha. Nieregularne rozplanowanie cmentarza. Cmentarz położony na południowym wschodzie krańca wsi, na terenie płaskim, w pobliżu zabudowań. Zachowane ślady mogił.
Na terenie cmentarza znajduje się ufundowany przez Niemców mieszkających w Kołaczkowie kamień pamiątkowy żołnierzy niemieckich poległych w Kołaczkowie dn. 11.01.1919 r. w powstaniu wielkopolskim. Został on odkopany i odnowiony przez współczesnych mieszkańców w XXI w.

## Kujawsko -Pomorskie Stowarzyszenie Pomocy Bliźniemu JUDYM
W Kołaczkowie od 28 września 2004 roku działa Kujawsko-Pomorskie Stowarzyszenie Pomocy Bliźniemu JUDYM. Jest to organizacja pozarządowa zapewniająca całodobowe schronienie osobom w kryzysie bezdomności, jedyna w powiecie nakielskim, która zapewnia całodobowe schronienie wraz z trzema posiłkami dziennie.
Ośrodek skupia się na pomocy osobom pozostającym w trudnej sytuacji finansowej, bezdomnym, chorym, także z nałogami. W ramach ośrodka prowadzony jest dom dla matki z dzieckiem, gdzie schronienie mogą znaleźć ofiary przemocy domowej. Ośrodek współpracuje z Ośrodkami Pomocy Społecznej z terenu Kujawsko- Pomorskiego.

## Demografia
Według Narodowego Spisu Powszechnego (III 2011 r.) liczyła 1092 mieszkańców. Jest trzecią co do wielkości miejscowością gminy Szubin. Całe Sołectwo Kołaczkowo liczy obecnie ponad 1300 mieszkańców. Jest jednym z największych sołectw w gminie Szubin.